# 朴時亨
朴時亨（パク・シヒョン、朝鮮語: 박시형、1910年 - 2001年 ）は、北朝鮮の歴史学者。朝鮮社会科学院歴史研究所（朝鮮語: 사회과학원 역사연구소）院士。朝鮮渤海史研究の泰斗と称された。京城帝国大学で日本人歴史学者の下で朝鮮史研究を始めた。北朝鮮の代表的な歴史イデオローグという評価がある。

## 研究内容

### 分国論
大和朝廷の影響が朝鮮半島に及んだことを否定して、「三韓三国の分国が日本列島内に存在し、日本書紀に登場する三韓三国は朝鮮半島内の本国を指すのではなく、日本列島内のそれぞれ分国の設置」「広開土王による倭国への侵攻」という分国論を提唱した。

### 南北国時代
渤海は朝鮮の国家だという南北国時代の引き金を引いたのは、朴時亨の論文「渤海史研究のために」（1962年）である。それまで北朝鮮の公的史観において、レーニンの民族論をベースにして、新羅の三国統一が朝鮮準民族（ナロードノスチ）形成の契機とされていた。朴時亭以後は、三国鼎立、南北両立、そして高麗による統合という新たな歴史観が北朝鮮の公的見解となった。「渤海史研究のために」では、柳得恭の新羅と渤海の「南北国」論を大量引用して、新羅時代にすでに「南北朝」という概念があったという学説まで提出しており、「南朝」と「北朝」は「まさしく統一を実現しようとする同族の全体の一部である」とまで主張している。
韓東育は、「朴教授の学術理念を理解する上で役立つかもしれない」として、朴時亨の学術理念をこう見る。

### 檀君陵
檀君陵を発掘したという「檀君陵発掘学術報告集」に論文を寄稿している。これについて李基白（朝鮮語: 이기백、西江大学）は、「1960年代以降、この二人（朴時亨と金錫亨）は、北朝鮮の歴史学界を代表する最高の長老となり、学問的業績を残したと思いますが、北朝鮮の硬直した体制のなかで生き残るためには、どうしようもないことだと推測されます。政治家が学者を買収したようなものではないでしょうか」と評している。

## 著書

### 単著
- 『広開土王陵碑』（そしえて、1985年7月）